# Adolf Grubenmann
Adolf Grubenmann (* 23. September 1840 in Teufen; † 31. August 1929 in St. Gallen, reformiert, später konfessionslos, heimatberechtigt in Teufen) war ein Schweizer Politiker (Liberale) und Arzt.

## Biografie
Adolf Grubenmann, der am 23. September 1840 in Teufen als Sohn des Naturheilpraktikers und Teufener Gemeinderats Daniel Grubenmann geboren wurde, belegte ein Studium der Medizin an den Universitäten Zürich, Würzburg, Prag, Wien und Bern. In Würzburg schloss er sich 1862 dem Corps Nassovia an. Das Studium schloss er 1865 mit dem Erwerb des akademischen Grades eines Dr. med. ab. In der Folge führte Grubenmann zunächst in Teufen eine Arztpraxis nach homöopathischen Grundsätzen, anschliessend ab 1874 in St. Gallen.
Adolf Grubenmann heiratete im Jahr 1868 Hermine, die Tochter des Johann Jakob Bruderer. Er verstarb am 31. August 1929 drei Wochen vor Vollendung seines 89. Lebensjahres in St. Gallen.

## Politischer Werdegang
Die Bekämpfung des Bundesgesetzes betreffend Massnahmen gegen gemeingefährliche Epidemien von 1882 sowie des Impfzwangs bildete die Grundlage für seinen Einstieg in die Politik. In den Jahren 1884 bis 1886 vertrat er die Liberale Partei im St. Galler Grossrat. Darüber hinaus nahm er für den Kanton von 1884 bis 1890 Einsitz in den Nationalrat. Zwischen 1889 und 1890 wirkte er in der Revisionsbewegung für die neue Kantonsverfassung mit. Danach schied er zu Gunsten seines Berufes aus der Politik aus.